# 후안 1세 (카스티야)
후안 1세(스페인어: Juan I, 1358년 - 1390년)는 카스티야 연합 왕국의 왕이었다.

## 생애
엔리케 2세와 후아나 마누엘 데 비예나(Juana Manuel de Villena) 사이에서 태어났다. 1379년 아버지 엔리케 2세 사후 왕위에 올랐다. 1385년 8월 14일 알주바로타 전투(Battle of Aljubarrota)에서 주앙 1세에 패해 포르투갈을 병합하려는 시도는 실패로 끝났다. 1390년 낙마사하였다.

## 가족
알리오노르 다라곤 왕녀(Alionor d'Aragón)와 결혼해 엔리케와 페르난도를 낳았다. 알리오노르와 헤어진 뒤 베아트리스 드 포르투갈 왕녀(Beatriz de Portugal)와 결혼했지만 자식을 낳지는 못했다.
자녀
- 엔리케 3세 (1379~1406) - 카스티아 왕
- 페르난도 1세 (1380년 ~ 1416년) - 아라곤 왕

## 같이 보기
- 레온의 군주
- 카스티야의 군주